# Antofagasta plc
Antofagasta plc er et chilensk kobbermineselskab, der er registreret i Storbritannien. De har del i Antofagasta Minerals, jernbanen fra Antofagasta til Bolivia, Twin Metals i Minnesota og andre aktiviteter. De har hovedkvarter i London, mens de fleste mineaktiviteter foregår i Chile.
Virksomheden begyndte som Ferrocarril de Antofagasta a Bolivia, et selskab der blev børsnoteret på London Stock Exchange i 1888. De drev en jernbane mellem Antofagasta og La Paz.